# Anna Zielińska-Głębocka
Anna Maria Zielińska-Głębocka (Bydgoszcz; 29 de Setembro de 1949 — ) é um político da Polónia. Ela foi eleito para a Sejm em 25 de Setembro de 2005 com 3797 votos em 25 no distrito de Gdańsk, candidato pelas listas do partido Platforma Obywatelska.